# 中共中央党务委员会
中共中央党务委员会是1934年至1945年存在的中共中央直属机构，负责执行党纪。
1934年1月在江西瑞金召开的中共六届五中全会选举出中央党务委员会，李维汉任书记。主要职责：一是处理党籍问题，二是对党员的处分问题。中央红军长征到陕北后，1935年11月中共中央决定由董必武（最高法院院长）、李维汉、王首道（国家政治保卫局副局长兼西北保卫局局长）、张云逸（副总参谋长）、郭洪涛（陕北省委书记）等5人组成中央党务委员会，负责调查陕北“肃反”，董必武兼主任。1935年11月7日，中央党务委员会宣布释放刘志丹、高岗、张秀山、习仲勋等18名陕甘苏区团以上干部。
抗战爆发后，中央党务委员会由中组部代管。1939年11月移驻延安杨家岭。1945年中共七大修订党章，中央党务委员会结束。 

## 纪念
- 瑞金时期中央党务委员会和中华苏维埃共和国临时中央政府工农检察委员会旧址：起初在叶坪谢氏宗祠与其他部、局统一办公，后迁至沙洲坝老茶亭杨氏宗祠单独办公。[6]
- 延安时期中央党务委员会旧址：为杨家岭革命旧址的一部分。在3孔窑洞中，陈列了13个关于各级党务委员会的文件规定、29项管党治党的规章制度、108个查处的违纪违法案例。